# Lakewood (Washington)
Lakewood az Amerikai Egyesült Államok északnyugati részén, Washington állam Pierce megyéjében elhelyezkedő város. A 2010. évi népszámlálási adatok alapján 58 163 lakosa van.
Lakewood 1996. február 28-án kapott városi rangot.
2009. november 29-én Maurice Clemmons  a parklandi Forza kávézóba belépve tüzet nyitott, és négy rendőrt megölt; a dolgozók és vendégek közül senkinek nem esett baja. Clemmonst két nappal később egy seattle-i rendőr lelőtte.
A város iskoláinak fenntartója a Clover Park Tankerület, emellett magánintézmények (St. Frances Cabrini School és St. Mary’s Christian School) is működnek. Lakewoodban van a Pierce Főiskola egy kampusza, valamint a Clover Park Műszaki Főiskola székhelye.
Az American’s Promise 2007-ben Lakewoodot és Pierce megyét a fiatalok számára legélhetőbb helyek közé sorolta.

## Éghajlat
A város éghajlata mediterrán (a Köppen-skála szerint Csb).
| Hónap                         | Jan.  | Feb.  | Már.  | Ápr. | Máj.  | Jún. | Júl. | Aug. | Szep. | Okt. | Nov.  | Dec.  | Év    |
| ----------------------------- | ----- | ----- | ----- | ---- | ----- | ---- | ---- | ---- | ----- | ---- | ----- | ----- | ----- |
| Rekord max. hőmérséklet (°C)  | 19,4  | 20,6  | 27,2  | 32,2 | 33,3  | 38,3 | 37,2 | 37,2 | 36,1  | 29,4 | 21,7  | 19,4  | 38,3  |
| Átlagos max. hőmérséklet (°C) | 8,3   | 10,6  | 12,8  | 16,1 | 19,4  | 22,2 | 25,6 | 25,6 | 22,8  | 16,7 | 11,1  | 7,8   | 16,6  |
| Átlagos min. hőmérséklet (°C) | 0,6   | 1,1   | 2,2   | 3,9  | 6,7   | 9,4  | 11,1 | 11,1 | 8,3   | 5,6  | 2,8   | 0,6   | 5,3   |
| Rekord min. hőmérséklet (°C)  | −19,4 | −17,2 | −17,2 | −6,1 | −10,0 | 0,6  | 2,8  | 0,6  | −2,2  | −6,7 | −18,0 | −18,0 | −19,4 |
| Átl. csapadékmennyiség (mm)   | 140   | 123   | 107   | 78   | 54    | 46   | 22   | 29   | 43    | 83   | 155   | 151   | 1031  |
| Forrás: The Weather Channel   |       |       |       |      |       |      |      |      |       |      |       |       |       |

## Népesség
A 2010-es népszámláláskor a városnak 58 163 lakója, 24 069 háztartása és 14 412 családja volt. A népsűrűség 1316,5 fő/km2. A lakóegységek száma 26 548, sűrűségük 600,9 db/km2. A lakosok 59,3%-a fehér, 11,8%-a afroamerikai, 1,3%-a indián, 9%-a ázsiai, 2,6%-a a Csendes-óceáni szigetekről származik, 7,3%-a egyéb, 8,7%-a pedig kettő vagy több etnikumú. A spanyol vagy latino származásúak aránya 15,3% (   )
A háztartások 29,8%-ában élt 18 évnél fiatalabb. 39,3% házas, 15,1% egyedülálló nő, 5,5% egyedülálló férfi, 40,1% pedig nem család. 32,3% egyedül élt; 9,5%-uk 65 éves vagy idősebb. Egy háztartásban átlagosan 2,36 személy élt; a családok átlagmérete 2,98 fő.
A medián életkor 36,6 év volt. A város lakóinak 22,7%-a 18 évesnél fiatalabb, 10,9% 18 és 24 év közötti, 24,6%-uk 25 és 44 év közötti, 26,5%-uk 45 és 64 év közötti, 13,6%-uk pedig 65 éves vagy idősebb. A lakosok 49%-a férfi, 51%-a pedig nő.

## Nevezetes személyek
- Adre-Anna Jackson, eltűnt személy[21]
- Craig Lancaster, író[22]
- Edgar N. Eisenhower, ügyvéd, Eisenhower elnök fivére[23]
- James Sargent Russell, tengernagy[24]
- Jermaine Kearse, amerikaifutball-játékos[25]
- Llewellyn Chilson, főtörzsőrmester[26]
- William Hardin Harrison, katonatiszt, Lakewood első polgármestere[27]
- Zach Banner, amerikaifutball-játékos[28]

## Testvérvárosok
A település testvérvárosai:
- Bauang, Fülöp-szigetek
- Kimhe, Dél-Korea
- Okinava, Japán
- Tancsou, Kína

## Fordítás
- Ez a szócikk részben vagy egészben  a   Lakewood, Washington című angol Wikipédia-szócikk ezen változatának fordításán alapul.  Az eredeti cikk szerkesztőit annak laptörténete sorolja fel. Ez a jelzés csupán a megfogalmazás eredetét és a szerzői jogokat jelzi, nem szolgál a cikkben szereplő információk forrásmegjelöléseként.